# Ankhesenpepi IV
|                |   |   |   |
| \| \| \| \| \| |   |   |   |
|                |   |   |   |
| p              | p | i | i |

| p | p | i | i |

|                |   |   |   |
| \| \| \| \| \| |   |   |   |
|                |   |   |   |
| p              | p | i | i |

| p | p | i | i |

|                |   |   |   |
| \| \| \| \| \| |   |   |   |
|                |   |   |   |
| p              | p | i | i |

| p | p | i | i |

|                |   |   |   |
| \| \| \| \| \| |   |   |   |
|                |   |   |   |
| p              | p | i | i |

| p | p | i | i |

Ankhesenpepi IV fue una reina del Antiguo Egipto, una de las esposas del faraón Pepi II de la Sexta dinastía. Era la madre del rey Neferkara II.

## Títulos
Sus títulos eran: La Madre del Rey Ankh-djed-Neferkare (mwt-niswt-‘nkh-djd-nfr-k3-r'), Madre del Rey Dual (mwt-niswt-biti), la Esposa del Rey Men-ankh-Neferkare (ḥmt-niswt-mn-‘nḫ-nfr-k3-r), Esposa del Rey, su amada (ḥmt-niswt mryt.f), La hija de este Dios (z3t-nṯr-tw), Hija Adoptiva de Uadyet (sḏteta-w3ḏt).

## Tumba

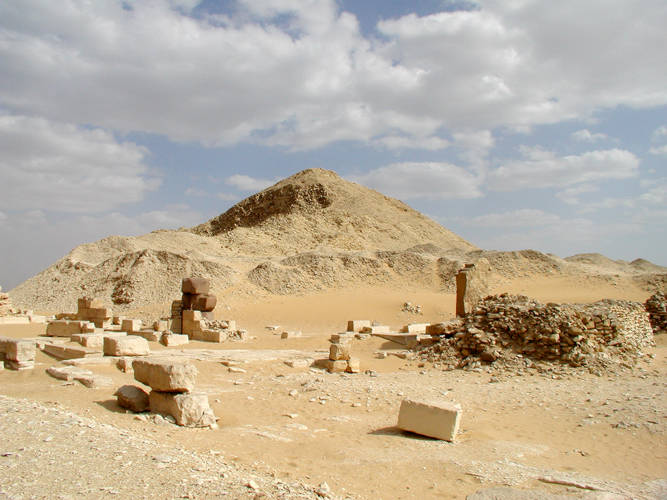
La 6a Pirámide de la Dinastía de Pepi II que está situada entre Saqqara y Dashur. Además de la pirámide en ruinas, hay tres pirámides satélite para Queens Ugebeten, Neit e Ipuit.

Ankhesenpepi IV fue enterrada en Saqqara. Prueba clara de la disminución del poder real y la crisis económica y social que iniciaba el primer periodo intermedio, al parecer se carecía de los recursos apropiados para un entierro, porque no hubo una pirámide construida para ella. Su sarcófago, el cual fue tallado en piedra reutilizada, fue encontrado en un almacén del templo funerario de la reina Iput II. La pieza está inscrita con un interesante texto que arrojó luz sobre el inicio de la VI dinastía.